# Lafia
Lafia   este un oraș  în  Nigeria. Este reședința  statului  Nassarawa.